# Pavló Klimkin
Pavló Klimkin (en ucraniano: Павло Анатолійович Клімкін, n. el 25 de diciembre de 1967, en Kursk, actualmente Rusia) es un diplomático ucraniano, Embajador Extraordinario y Plenipotenciario de Ucrania. Fue ministro de Relaciones Exteriores de ese país entre el 19 de junio de 2014 y el 29 de agosto de 2019.

## Carrera
En 1991 se graduó en el Instituto de Física y Tecnología de Moscú, en el Departamento de Aerofísica e Investigación espacial, con una maestría en Física.
Entre 1991 y 1993 fue asociado en el Instituto E. O. Patón de Soldadura Eléctrica, dependiente de la Academia Nacional de Ciencias de Ucrania. En 1993 comenzó su carrera en el Ministerio de Relaciones Exteriores ucraniano, donde ocupó varios cargos. En 2008 se convirtió en el director de departamento para la Unión Europea, y el 21 de abril de 2010 fue nombrado Viceministro de Relaciones Exteriores durante el primer gobierno de Mikola Azárov.
Como viceministro, jugó un rol central negociando el Acuerdo de Asociación entre Ucrania y la Unión Europea. En junio del 2012 fue nombrado Embajador de Ucrania en Alemania. El 19 de junio de 2014 fue nombrado Ministro de Relaciones Exteriores de Ucrania por el Parlamento ucraniano.
Habla con fluidez inglés, alemán y ruso. Está casado con la también diplomática Natalia Klímkina, y tienen dos hijos. Natalia Klímkina ocupa el cargo de primera Secretaria en la Embajada de Ucrania en los Países Bajos, donde es responsable de los asuntos de política y cultura.